# ترانه وفایی
ترانه وفایی (زاده ۱ آبان ۱۳۴۳، تهران) مدرس نویسندهمترجم مدیر مسئول انتشارات او و رئیس هیئت مدیرهٔ مؤسسهٔ آرتا دانش بین‌المللی، از اعضای سابق هیئت علمی تمام وقت دانشگاه آزاد اسلامی بوده‌است.

## سبک نگارش
ترانه وفایی در نگارش سبک خاص خود را دارد. نثر او در برخی از کارها نه شعر است و نه نثر. داستان‌هایی کوچک که که در قالب نثری دارای آهنگ بیان شده‌اند. هر کدام از داستان‌ها هم مستقل هستند و هم در آخر داستان کلی تری را بیان می‌کنند. نوشته‌های او بیشتر فضایی تخیلی دارند که حاصل نگاه او به هستی است. نوشته‌های ادبی او آمیزه‌ای از روانشناسی، فلسفه و ادبیات هستند (ال، او، سپید و…) او به کار نوشتن و ترجمه برای یک سن اکتفا نمی‌کند. برای همهٔ سنین می‌نویسد و ترجمه می‌کند.
مباحث مورد نظر او در تحقیق، مباحث و ادیبان قرن ۱۹ و ۲۰ فرانسه و قرن ۲۰ ایران می‌باشد.

### تألیف
- ۱۳۷۷ - سپید - انتشارات پژوهنده
- ۱۳۷۷ -آن‍ه‍ا ن‍ی‍ز ع‍اش‍ق‍ن‍د؟ - انتشارات پژوهنده
- ۱۳۷۹ - بیداری انتخاب - نشر قطران
- ۱۳۸۱ - ه‍م‍ه م‍ی‌گ‍وی‍ن‍د ای‍ن ی‍ک ت‍وپ ف‍وت‍ب‍ال اس‍ت م‍ن م‍ی‌گ‍وی‍م ل‍ن‍گ‍ه ک‍ف‍ش اس‍ت - نشر آرویج
- ۱۳۸۷- او - انتشارات او
- ۱۳۸۷ - کارت‌های بازی آموزشی زبان انگلیسی تی‌پی کارت (Yes or No) - انتشارات او
- ۱۳۸۸ - کارت‌های آموزشی زبان فرانسه تی پی کارت (Jeu de TP carte) - انتشارات او
- ۱۳۸۸ - کارت‌های آموزشی زبان انگلیسی تی‌پی کارت (TP card Game) - انتشارات او
- ۱۳۸۸ - راهی به نشانه: معناشناسی سیال: با بررسی موردی «ققنوس» نیما - - نوشته شده همراه با دکتر حمیدرضا شعیری - انتشارات علمی و فرهنگی
- ۱۳۹۰- ال - انتشارات او
- ۱۳۹۴ -آن‍ه‍ا ن‍ی‍ز ع‍اش‍ق‍ن‍د؟ - انتشارات او
- ۱۳۹۴ - قصه‌های سفید (مجموعه داستان) - انتشارات او
- ۱۳۹۶ - چشم‌ها نبودند (داستان بلند) - انتشارات او

### ترجمه
- ۱۳۸۵ - توجیه ف‍ل‍س‍ف‍ه ب‍رای دخ‍ت‍رم - نوشته: رژه - پل دروا - انتشارات ایران‌بان - قطره
- ۱۳۸۶ - داستان‌های فلسفی جهان ۱ - نوشته: میشل پیکمال - انتشارات او
- ۱۳۸۶ - غرور و خجالت (از مجموعهٔ فلسفه را بچشیم) - نوشته: میشل پوئش و بریژیت لابه - انتشارات او
- ۱۳۸۷ - استفاده از زمان و هدر دادنش (از مجموعهٔ فلسفه را بچشیم) - نوشته: میشل پوئش و بریژیت لابه - انتشارات او
- ۱۳۸۷ - رتتوی - نوشته: کمپانی والت دیزنی و پیکسار - انتشارات او
- ۱۳۸۸ - خشونت و عدم خشونت (از مجموعهٔ فلسفه را بچشیم) - نوشته: میشل پوئش و بریژیت لابه - انتشارات او
- ۱۳۹۱- داستان‌های فلسفی جهان ۲ - نوشته: میشل پیکمال - انتشارات او
- ۱۳۹۳ - فلسفه برای فرزندم - نوشته: روژه پل دروآ - انتشارات او
- ۱۳۹۳–۱۰۱ دلیل حسابی برای این که از بچه بودن خوشحال باشیم - نوشته: بئاتریچه مازینی - انتشارات او
- ۱۳۹۳ - شیر پروانه‌ای - نوشته: مایکل مورپرگو - انتشارات او
- ۱۳۹۳ - فلسفه برای فرزندم - نوشته: رژه - پل دروا - انتشارات او
- ۱۳۹۴ - کلام و سکوت - (از مجموعهٔ فلسفه را بچشیم) - نوشته: میشل پوئش و بریژیت لابه - انتشارات او
- ۱۳۹۴ - اولین کتاب خردمندی من - نوشته: میشل پیکمال - انتشارات او
- ۱۳۹۴ - داستان‌های فلسفی جهان ۳ - نوشته: میشل پیکمال - انتشارات او
- ۱۳۹۵ - عادی بودن و عادی نبودن -(از مجموعهٔ فلسفه را بچشیم) - نوشته: میشل پوئش و بریژیت لابه - انتشارات او
- ۱۳۹۵ - فراموشی کوچولو - نوشته:شارلوت لگو - انتشارات او
- ۱۳۹۶ - سلما - نوشته:یوتا بائر - انتشارات او